# Хоккей с шайбой в СССР
Хоккей с шайбой являлся в СССР вторым (после футбола) по популярности и массовости (а в некоторых регионах и первым) видом спорта. Он имеет давнюю и богатую историю. 

Турниры:
- Чемпионат СССР по хоккею с шайбой
- Кубок СССР по хоккею с шайбой
- Чемпионат РСФСР по хоккею с шайбой
- Кубок РСФСР по хоккею с шайбой

Сборные:
- Сборная СССР по хоккею с шайбой (Красная машина)
- Молодёжная сборная СССР по хоккею с шайбой
- Юниорская сборная СССР по хоккею с шайбой

Организации:
- Федерация хоккея СССР

## История
В дореволюционной России хоккей с шайбой особой популярностью не пользовался, однако попытки некоторых спортивных клубов приобщиться к игре привели к тому, что в 1911 году Россия вступила в созданную тремя годами ранее Международную лигу хоккея на льду (LIHG, ЛИХГ) — под этим названием Международная федерация хоккея с шайбой (IIHF) просуществовала до 1978 года), однако этот шаг на популярность игры влияния не оказал, и вскоре Россия покинула организацию.
После 1917 года ситуация с хоккеем в стране изменений не претерпела. Главным национальным игровым зимним видом спорта оставался хоккей с мячом («русский хоккей», он же бенди), отношение к хоккею с шайбой было отрицательным. Вот что писал о новой игре в то время журнал «Физкультура и спорт» (1932 г. № 9): «Игра носит сугубо индивидуальный и примитивный характер, весьма бедна комбинациями и в этом смысле не выдерживает никакого сравнения с „бенди“. На вопрос, следует ли у нас культивировать канадский хоккей, можно ответить отрицательно…» 
Однако, после турне московского футбольного клуба «Динамо» по Великобритании  1945 года, в СССР изменили отношение к хоккею с шайбой: игроки московской команды увидели несколько выставочных матчей по хоккею с шайбой в Лондоне. По словам президента НХЛ Кларенса Кэмпбелла, именно это событие считается точкой отсчёта в истории советского и российского хоккея с шайбой.
В 1947 году создана Всесоюзная секция хоккея с шайбой под руководством Комитета по физической культуре и спорту при Совете Министров СССР (позже Федерация хоккея СССР).  С 1953 года — член ЛИХГ. 
С сезона 1946/47 по 1991/92 проводились чемпионаты страны.
С 1954 по 1991 годы советские хоккеисты участвовали в олимпийских турнирах, чемпионатах мира, Европы и других международных турнирах.
Сборная Советского Союза по хоккею («Красная Машина») 7 раз становилась победителем зимних Олимпийских игр и 22 раза чемпионами мира.
- Суперсерии (хоккей)  — серии матчей (примерно каждые год-два, с 1972 г.) между сборными СССР и НХЛ, а также между советскими клубами и клубами НХЛ и ВХА.
- Кубок Вызова 1979 — серия игр (до двух побед) в феврале 1979 года, между хоккейными сборными Советского Союза и НХЛ, состоявшаяся в нью-йоркском зале «Мэдисон Сквер Гарден».

## Подготовка резервов
- Золотая шайба

## В СМИ
- Еженедельная газета «Футбол-хоккей»

## В культуре

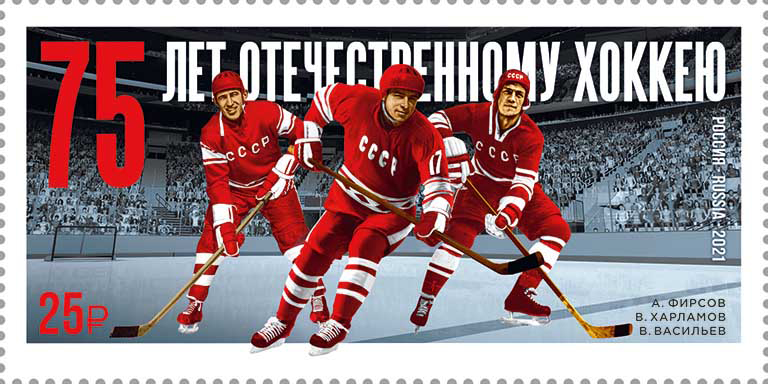
Почтовая марка России, 2021 год. 75 лет отечественному хоккею

- Почтовая марка России, 2021 год. 75 лет отечественному хоккеюпесня Трус не играет в хоккей
- х/ф Хоккеисты (1964)